# Samuel Rapapa
Tsoinyana Samuel „Sam“ Rapapa (* 23. März 1962 in Basutoland) ist ein Politiker aus Lesotho. Er ist Chairperson der Regierungspartei All Basotho Convention (ABC) und wurde im Februar 2020 von der ABC als möglicher Nachfolger von Premierminister Thomas Thabane (ABC) nominiert.

## Leben
Rapapa wurde 1962 als Sohn von Makutselane und ’Matšabalira Rapapa geboren. Er wuchs mit drei Brüdern und zwei Schwestern in Maphatšoaneng nahe Mapoteng im heutigen Berea-Distrikt auf. Samuel Rapapa kam früh mit politischen Fragen in Berührung: Sein Vater Makutselane war Mitglied der Basotho Congress Party (BCP) und wurde 1970 nach der von der BCP gewonnenen, aber von der damaligen Regierung abgebrochenen Wahl im Haus der Familie zusammengeschlagen und anschließend nach dem Internal Security Act neun Monate lang inhaftiert. Als Rapapa in der fünften Klasse war, sah er, wie seinem Lehrer von Sicherheitskräften der Arm gebrochen wurde. Rapapa erwarb an der National University of Lesotho einen Bachelor of Commerce in Accounting (deutsch: „Buchhaltung“). 1989 erhielt er einen Abschluss in Chartered Accountancy (deutsch etwa: „Wirtschaftsprüfung“) am Centre for Accounting Studies. Schließlich erwarb er am indischen Institute of Financial Management and Research einen Postgraduierten-Abschluss in Financial Management.
Nach einer längeren Zeit in der Privatwirtschaft trat Rapapa Mitte der 1990er Jahre der BCP bei. Bei der Wahl 1998 verlor er seinen Wahlkreis deutlich gegen den Kandidaten des Lesotho Congress for Democracy. 2006 wechselte er von der BCP zur neugegründeten ABC. Bis Juni 2014 war er Principal Secretary im Büro von Premierminister Thomas Thabane. Er wechselte anschließend in das Ministry of Tourism, Environment and Culture. 2015 trat er zurück, um bei der Wahl 2015 im Wahlkreis Mosalemane, zu dem Maphatšoaneng gehört, antreten zu können. Diesmal gewann er den Wahlkreis, die ABC war jedoch nicht mehr an der Regierung beteiligt. Bei der Wahl 2017 konnte Rapapa seinen Sitz verteidigen, wobei er seinen Bruder, den vormaligen Physikprofessor Ntoi Paul Rapapa (Alliance of Democrats), besiegte.
Im Februar 2019 wurde Rapapa zur Chairperson der ABC gewählt. Nach Bekanntwerden der mutmaßlichen Verwicklung von Premierminister Thabane in den Mordfall Lipolelo Thabane und dessen angekündigten Rücktritts vor Ablauf der Legislaturperiode, spätestens Ende Juli 2020, nominierte das National Executive Committee der ABC Rapapa am 24. Februar 2020 als Nachfolgekandidaten. Dabei erhielt er den Vorzug vor dem stellvertretenden Parteivorsitzenden Nqosa Mahao, weil dieser nicht der Nationalversammlung angehört und somit nicht Premierminister werden kann. Die Nominierung Rapapas war innerhalb der ABC umstritten. Die Fraktion bevorzugte jedoch am 22. März mit 26 zu 18 Stimmen den amtierenden Finanzminister Moeketsi Majoro.